# Liste des lieux patrimoniaux de l'Ontario

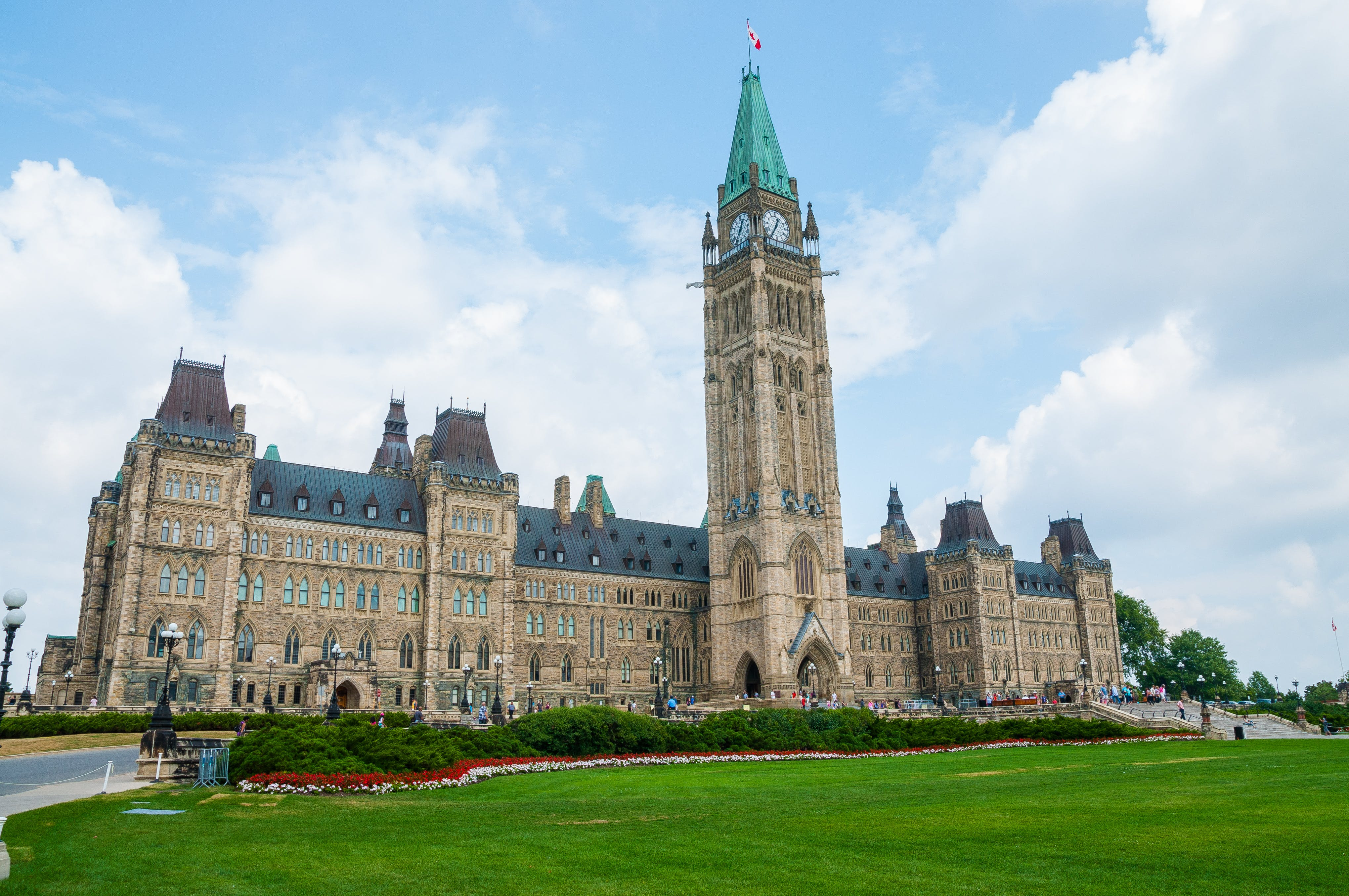
Photo du Parlement du Canada à Ottawa

Cet article recense les lieux patrimoniaux de l'Ontario inscrits au répertoire des lieux patrimoniaux du Canada, qu'ils soient de niveau provincial, fédéral ou municipal. Pour plus de commodité, la liste est divisée par comtés ou municipalités locales. Étant donné qu'il existe plusieurs milliers de lieux patrimoniaux en Ontario, ceci est un choix rédactionnel et non pas officiel.

## Listes
- Algoma
- Brant
- Bruce
- Chatham-Kent
- Cochrane
- Dufferin
- Durham
- Elgin
- Essex
- Frontenac
  - Kingston
- Grand Sudbury
- Grey
- Haldimand
- Haliburton
- Halton
- Hamilton
- Hastings
- Huron
- Kawartha Lakes
- Kenora
- Lambton
- Lanark
- Leeds et Grenville
- Lennox et Addington
- Manitoulin
- Middlesex
- Muskoka
- Niagara
- Nipissing
- Norfolk
- Northumberland
- Ottawa
- Oxford
- Parry Sound
- Peel
  - Mississauga
- Perth
- Peterborough
- Prescott et Russell
- Prince Edward
- Rainy River
- Renfrew
- Simcoe
- Stormont, Dundas et Glengarry
- Sudbury
- Thunder Bay
- Timiskaming
- Toronto
- Waterloo
- Wellington
- York

## Liste non triée
| [ 1 ] | Lieu patrimonial                                             | Illustration                                       | Municipalité | Adresse                                 | Coordonnées      | No    | Constr. | Prot.                                    | Rec. | Notes |
| ----- | ------------------------------------------------------------ | -------------------------------------------------- | --- | --------------------------------------- | ---------------- | ----- | ------- | ---------------------------------------- | ---- | ----- |
| F     | Abri de pique-nique                                          | Téléverser                                         | Cedar Island |                                         | 44.2256 -76.4544 | 11280 | 1950    | Recognized Federal Heritage Building     | 1995 |       |
| F     | Ancienne gare ferroviaire du Grand Trunk (Canadien National) | Téléverser                                         | Loyalist |                                         | 44.2171 -76.7548 | 4551  | 1856    | Heritage Railway Station                 | 1992 |       |
| F     | Tour divisionnaire est                                       | Téléverser                                         | Fort Henry Defense Complex |                                         | 44.23 -76.46     | 4357  | 1848    | Classified Federal Heritage Building     | 1997 |       |
| F     | VIA Rail/Canadien National, gare de                          | Téléverser                                         | Georgetown | 55 Queen Street                         | 43.655 -79.919   | 4622  | 1856    | Heritage Railway Station                 | 1994 |       |
| F     | Phare d’alignement postérieur                                | Téléverser                                         | Georgian Bay / Baie Georgienne |                                         | 45.9624 -81.5855 | 13216 | 1905    | Recognized Federal Heritage Building     | 2006 |       |
| F     | Maison Powell                                                | Téléverser                                         | Gloucester | Ridge Road                              | 45.3935 -75.5567 | 4152  | 1880    | Recognized Federal Heritage Building     | 1987 |       |
| F     | Gare ferroviaire du Canadien Pacifique                       | Gare ferroviaire du Canadien Pacifique             | Havelock | Ottawa Street (Hwy No. 7 at Orange St.) | 44.433 -77.883   | 6701  | 1929    | Heritage Railway Station                 | 1991 |       |
| F     | Lieu historique national du Canada Hamilton et Scourge       | Téléverser                                         | Lake Ontario / Lac Ontario |                                         | 43.3085 -79.3097 | 14941 |         | National Historic Site of Canada         | 1976 |       |
| F     | Bâtiment du relevé sismologique                              | Téléverser                                         | Lieu historique national du Canada de la Ferme-Experimentale-Centrale / Central Experimental Farm National Historic Site of Canada |                                         | 45.394 -75.7151  | 4700  | 1914    | Recognized Federal Heritage Building     | 1994 |       |
| F     | Édifice azimut sud                                           | Téléverser                                         | Lieu historique national du Canada de la Ferme-Experimentale-Centrale / Central Experimental Farm National Historic Site of Canada |                                         | 45.3932 -75.7147 | 4377  | 1912    | Classified Federal Heritage Building     | 1992 |       |
| M     | The Weaver's House                                           | Téléverser                                         | Manotick | 1131, Mill Street                       | 45.2262 -75.6837 | 14212 | 1904    | Municipal Heritage Designation (Part IV) | 1984 |       |
| F     | Ancienne gare ferroviaire du Canadien National               | Ancienne gare ferroviaire du Canadien National     | Maple | 30 Station Street                       | 43.858 -79.5067  | 6765  | 1903    | Heritage Railway Station                 | 1992 |       |
| M     | Weatherhead House                                            | Téléverser                                         | Marlborough | 6924, Gallagher Road                    | 45.0586 -75.7627 | 16323 |         | Municipal Heritage Designation (Part IV) | 1983 |       |
| M     | New Edinburgh Heritage Conservation District                 | Téléverser                                         | New Edinburgh | 0, Multiple (see map)                   | 45.441 -75.689   | 8447  | 1945    | Heritage Conservation District (Part V)  | 2001 |       |
| M     | The Beggs House                                              | Téléverser                                         | North Gower | 2323, Roger Stevens Drive               | 45.1317 -75.7159 | 14209 |         | Municipal Heritage Designation (Part IV) | 1988 |       |
| M     | The Kelly House                                              | Téléverser                                         | North Gower | 6576, Main Street (Fourth Line)         | 45.1327 -75.718  | 15291 |         | Municipal Heritage Designation (Part IV) | 1989 |       |
| F     | Lieu historique national du Canada du Canal-Rideau           | Lieu historique national du Canada du Canal-Rideau | Ottawa / Kingston | Rideau Street                           | 44.6793 -76.2212 | 5727  | 1837    | National Historic Site of Canada         | 1925 |       |
| F     | Fort Champlain Quartiers des cadets (B34)                    | Téléverser                                         | RMC Kingston |                                         | 44.233 -76.466   | 2672  | 1965    | Recognized Federal Heritage Building     | 2002 |       |
| M     | Bank of Montreal                                             | Bank of Montreal                                   | Regional Municipality of | 3, King, Waterloo                       | 43.465 -80.5225  | 14386 | 1914    | Municipal Heritage Designation (Part IV) | 1981 |       |
| F     | Bâtiment de l'intendance                                     | Bâtiment de l'intendance                           | Rideau Canal National Historic Site                                                                                                | 3 Canal Lane                            | 45.4258 -75.6978 | 11116 | 1827    | Classified Federal Heritage Building     | 1994 |       |
| M     | Rockcliffe Park Heritage Conservation District               | Téléverser                                         | Rockcliffe Park | 0, Multiple (see map)                   | 45.45 -75.68     | 8460  |         | Heritage Conservation District (Part V)  | 1997 |       |
| P     | Rockwood Academy                                             | Téléverser                                         | Rockwood | 477, Main Street S.                     | 43.611 -80.134   | 10546 | 1853    | Ontario Heritage Foundation Easement     | 1986 |       |
| F     | Abri                                                         | Téléverser                                         | St. Lawrence Islands National Park of Canada / Parc national du Canada des Iles-du-Saint-Laurent                                   |                                         | 44.2655 -76.4526 | 14828 | 1950    | Recognized Federal Heritage Building     | 1995 |       |
| F     | Abri                                                         | Téléverser                                         | St. Lawrence Islands National Park of Canada / parc national du Canada des-Iles-du-Saint-Laurent                                   |                                         | 44.2655 -76.4526 | 14827 | 1951    | Recognized Federal Heritage Building     | 1995 |       |
| P     | Second Street Fire Hall                                      | Second Street Fire Hall                            | Town of | 213, Second Street, Cobourg             | 43.9595 -78.1679 | 10570 | 1883    | Ontario Heritage Foundation Easement     | 1986 |       |
| P     | Smith-Geddes House                                           | Téléverser                                         | Town of | 390, Main Street W., Grimsby            | 43.1974 -79.6037 | 10572 | 1878    | Ontario Heritage Foundation Easement     | 1978 |       |
| M     | The Newmarket Federal Building                               | The Newmarket Federal Building                     | Town of | 180, Main, Newmarket                    | 44.0538 -79.4577 | 14442 | 1915    | Municipal Heritage Designation (Part IV) | 1995 |       |